# マイク・グラハム
マイク・グラハム（Mike Graham、本名：Michael Gossett、1951年9月22日 - 2012年10月19日）は、アメリカ合衆国のプロレスラー。フロリダ州タンパ出身。
NWAの加盟団体チャンピオンシップ・レスリング・フロム・フロリダのプロモーターだったエディ・グラハムの息子であり、自身も後継団体のフロリダ・チャンピオンシップ・レスリングおよびプロフェッショナル・レスリング・フェデレーションを主宰していた。

## 来歴
1972年、父親のエディ・グラハムが主宰していたチャンピオンシップ・レスリング・フロム・フロリダ（CWF）にてデビュー。当時ベビーフェイスだったケビン・サリバンとの若手コンビで売り出される。1974年2月、エディ・グラハムと共に全日本プロレスに初来日、前年にデビューしたジャンボ鶴田ともシングルマッチで対戦した。1975年12月23日にはエディとの親子タッグでリップ・ホーク&ロジャー・カービーからNWAフロリダ・タッグ王座を奪取。1977年2月には全日本プロレスに再来日している。
以降もアメリカではCWFを主戦場に、1970年代後半からはスティーブ・カーンとのタッグチームで活躍。イワン・コロフ&ミスター・サイトー、ジミー・バリアント&ジョニー・バリアント、ジャック・ブリスコ&ジェリー・ブリスコ、ザ・スポイラー1号&2号、サイトー&ミスター・サト、キラー・カーン&パク・ソン、ミスター・ヒト&ミスター・サクラダなどのチームを相手に、同地区認定のタッグ王座を再三獲得した。シングルでも、当時ハーリー・レイスが保持していたNWA世界ヘビー級王座に度々挑戦している。
1980年2月15日、フロリダ州ハリウッドにて藤波辰巳を破り、NWAインターナショナル・ジュニアヘビー級王座を獲得。ジェフ・ポーツやスタン・レーンとの防衛戦を経て、同年3月末にチャンピオンとして新日本プロレスに来日するが、4月4日の川崎市体育館でのリターンマッチで藤波に破れ、王座を奪還された。この来日時には、当時の新日本プロレスのトップ外国人だったスタン・ハンセンともタッグを組み、アントニオ猪木&藤波の師弟コンビと対戦している。翌1981年6月にはバーン・ガニア主宰のAWAにて、AWA世界ライトヘビー級王座の初代王者に認定された。
本拠地のCWFでは、1981年1月2日にバリー・ウインダムと組んでボビー・ジャガーズ&R・T・タイラーからフロリダ・タッグ王座を、1983年7月5日にはスコット・マギーと組んでボビー・ダンカン&アンジェロ・モスカからグローバル・タッグ王座をそれぞれ奪取。シングルでは1983年1月15日、かつてのパートナーだったケビン・サリバンを破り、フラッグシップ・タイトルのフロリダ・ヘビー級王座を獲得した。
1985年1月にエディ・グラハムがピストル自殺で死去した後、CWFはデューク・ケオムカとヒロ・マツダの新体制を経て、1987年2月にジム・クロケット・プロモーションズ（JCP）が買収。以降はJCPの体制下でのフロリダ地区の興行に出場し、スティーブ・カーンとのコンビを再結成してザ・シープハーダーズなどと抗争したが、同年いっぱいでJCPを離脱し、1988年4月に新団体のフロリダ・チャンピオンシップ・レスリング（FCW）を設立。同年12月25日にはザ・ターミネーターを破ってFCW認定のフロリダ・ヘビー級王座を獲得した。
その後、団体名をプロフェッショナル・レスリング・フェデレーション（PWF）と改称し、ダスティン・ローデスやケンドール・ウインダムなどの新鋭を主軸に団体の運営を続けたが、1991年にPWFは活動を停止。以降、CWFのエースだったダスティ・ローデスの仲介で、1990年代はWCWのロード・エージェントやトレーナーを務めていた。
WCW崩壊後の2000年代はフロリダのインディー団体に時折登場し、往年の選手によるリユニオン・イベントではローデス親子やドリー・ファンク・ジュニアと組んでのタッグマッチなどに出場した。2008年3月29日にエディ・グラハムがWWE殿堂に迎えられた際には、亡父に代わって式典に出席し、翌30日にフロリダ州オーランドのシトラス・ボウルで開催されたレッスルマニアXXIVにおいてもファンの前で紹介された。
2012年10月19日、居住地のフロリダ州デイトナビーチにて、父と同じくピストル自殺を遂げて死去。61歳没。

## 獲得タイトル
チャンピオンシップ・レスリング・フロム・フロリダ
- NWAフロリダ・ヘビー級王座：1回[14]
- NWAフロリダTV王座：2回[23]
- NWAフロリダ・タッグ王座：20回（w / ケビン・サリバン×3、ディック・スレーター、ダスティ・ローデス、エディ・グラハム、ケン・ルーカス、スティーブ・カーン×11、レイ・スティーブンス、バリー・ウインダム）[5]
- NWA USタッグ王座（フロリダ版）：5回（w / スティーブ・カーン）[7]
- NWA北米タッグ王座（フロリダ版）：1回（w / スティーブ・カーン）[24]
- NWAフロリダ・グローバル・タッグ王座：1回（w / スコット・マギー）[13]

フロリダ・チャンピオンシップ・レスリング / プロフェッショナル・レスリング・フェデレーション
- FCWフロリダ・ヘビー級王座：1回[18]
- FCW / PWFタッグ王座：2回（w / ダスティン・ローデス、ジョニー・ゴメス）[25]

ミッドサウス・スポーツ
- NWAジョージア・タッグ王座：1回（w / エディ・グラハム）[26]

NWAミッドアメリカ
- NWA世界タッグ王座（ミッドアメリカ版）：1回（w / ケビン・サリバン）[27]

サウスイースタン・チャンピオンシップ・レスリング
- NWA USジュニアヘビー級王座（サウスイースト版）：1回[28]

ナショナル・レスリング・アライアンス
- NWAインターナショナル・ジュニアヘビー級王座：1回[9]

アメリカン・レスリング・アソシエーション
- AWA世界ライトヘビー級王座：2回[12]